# Ранијеро Дандоло
Ранијеро Дандоло (умро после 1209) је био млетачки адмирал и државник, Прокуратор Светог Марка и вицедужд Венеције.

## Биографија
Ранијеро је био син 41. дужда Млетачке републике, чувеног Енрика Дандола (1192-1205). Мајка му је била Фелицита Бембо. Служио је као вицедужд Венеције током очевог одсуства. У политичком животу Републике појављује се од 1202. године. Након што се његов отац Енрико придружио крсташима који су нападали Задар, Ранијеро је преузео команду над Венецијом као вицедужд. У периоду своје владавине (1202–1204), Ранијеро је завршио прву познату кодификацију Млетачког грађанског права (Usus Venetorum). Јуна 1205. године Ранијеров отац умро је у Цариграду, освојеном годину дана раније. Ранијеро се одрекао кандидатуре на место дужда и повукао се у приватан живот. Енрика је наследио Пјетро Зјани (1205-1229). Крајем лета 1207. године, Дандоло је проглашен једним од капетана млетачке флоте која је требало да ослободи Крит (Кандију) ђеновљанске окупације. Енрико је купио острво од Бонифација од Монферата 1204. године, али није стигао да успостави млетачку власт на острву. Ранијеро је на путу за Крит освојио градове Модон и Корон. Освојио је и острва Китеру и Антикитеру. У борби са ђеновљанским адмиралом Енриком од Малте, Ранијеро је рањен стрелом (1208) и заробљен. Највероватније је умро у заробљеништву.

## Потомство
Име Ранијерове супруге није познато. Имао је ћерку, Ану Дандоло, која се 1217. године удала за српског великог жупана, касније и краља, Стефана Првовенчаног. Ана Дандоло је умрла између 1263. и 1268. године. Његов унук је био српски краљ Урош I Немањић, син Стефана Првовенчаног и Ане Дандоло. Самим тим се Ранијеро, као и његов отац Енрико, сматрају за претке следећим српским владарима после Уроша.